# Hinckley (Minnesota)
Hinckley es una ciudad ubicada en el condado de Pine en el estado estadounidense de Minnesota. En el Censo de 2010 tenía una población de 1800 habitantes y una densidad poblacional de 181,41 personas por km².

## Geografía
Hinckley se encuentra ubicada en las coordenadas 46°0′47″N 92°55′23″O / 46.01306, -92.92306. Según la Oficina del Censo de los Estados Unidos, Hinckley tiene una superficie total de 9.92 km², de la cual 9.79 km² corresponden a tierra firme y (1.36%) 0.13 km² es agua.

## Demografía
Según el censo de 2010, había 1800 personas residiendo en Hinckley. La densidad de población era de 181,41 hab./km². De los 1800 habitantes, Hinckley estaba compuesto por el 82.39% blancos, el 1.06% eran afroamericanos, el 10.33% eran amerindios, el 0.83% eran asiáticos, el 0% eran isleños del Pacífico, el 0.33% eran de otras razas y el 5.06% pertenecían a dos o más razas. Del total de la población el 3.5% eran hispanos o latinos de cualquier raza.